# Richard Norris Williams
Richard Norris Williams (n. 29 ianuarie 1891, Geneva, Geneva, Elveția – d. 2 iunie 1968, Bryn Mawr⁠(d), Comitatul Montgomery, Pennsylvania, Pennsylvania, SUA) a fost un jucător de tenis american, medaliat olimpic. A participat la o ediție a Jocurilor Olimpice (1924) în care a câștigat o medalie de aur.